# Monoxilă

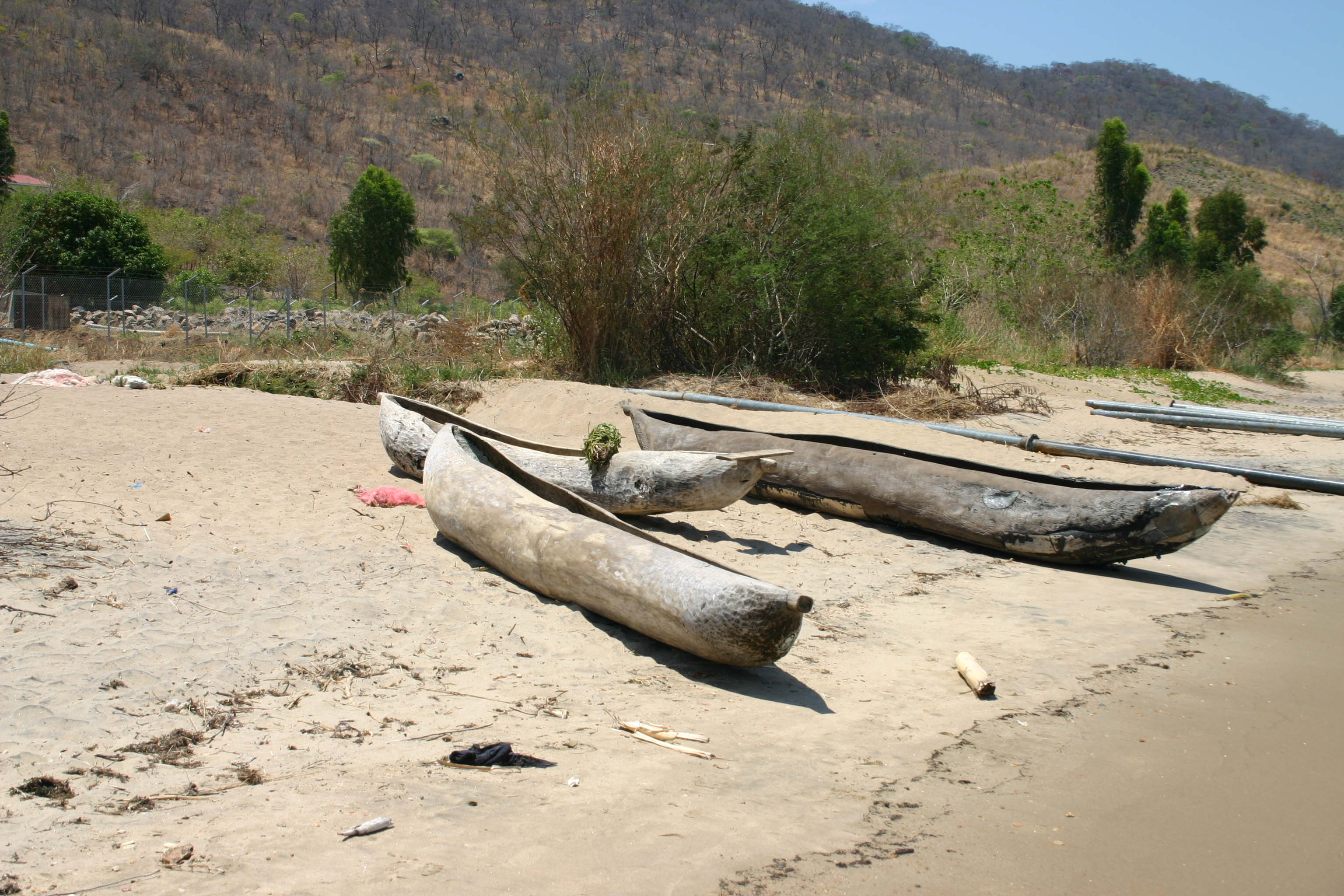
Monoxile pe malul lacului Malawi

O monoxilă sau un monoxil (din gr. Monoxylon (μονόξυλον) mono- (un singur) + ξύλον xylon (arbore)) este o barcă făcută dintr-un trunchi de copac scobit. Alte denumiri pentru acest tip de barcă sunt ciobacă și cin. Unele pirogi (dar nu toate) sunt făcute în acest mod.

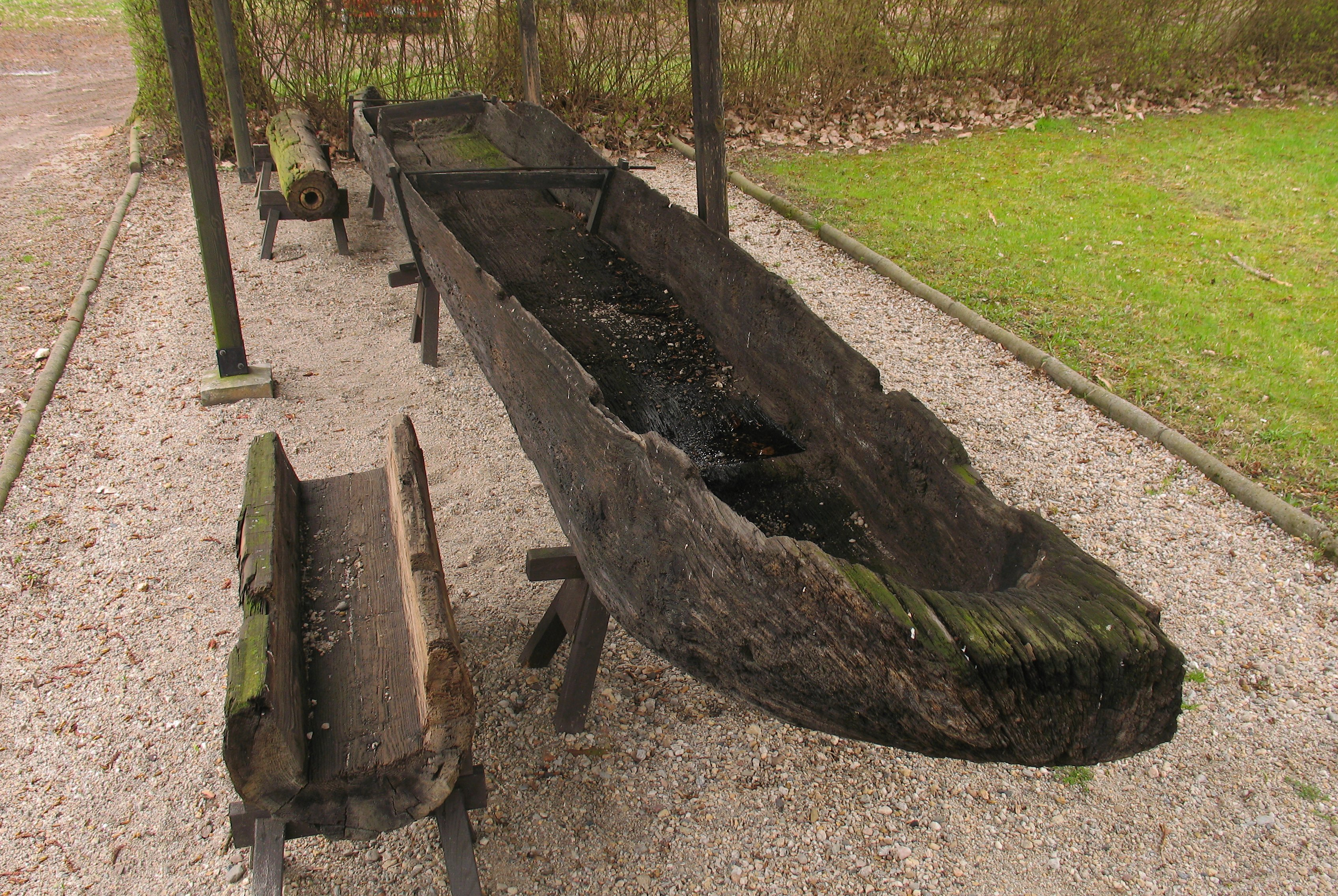
Monoxilă din secolul al X-lea găsită în fluviul Odra.

Monoxilele sunt cel mai vechi tip de barcă descoperit de arheologi, datând de aproximativ 8.000 de ani, din epoca neolitică. Acest lucru se datorează probabil faptului că sunt scobite din bucăți masive de lemn, care se păstrează mai bine decât alte tipuri de bărci, cum ar fi cele făcute din scoarță.

## Construcția

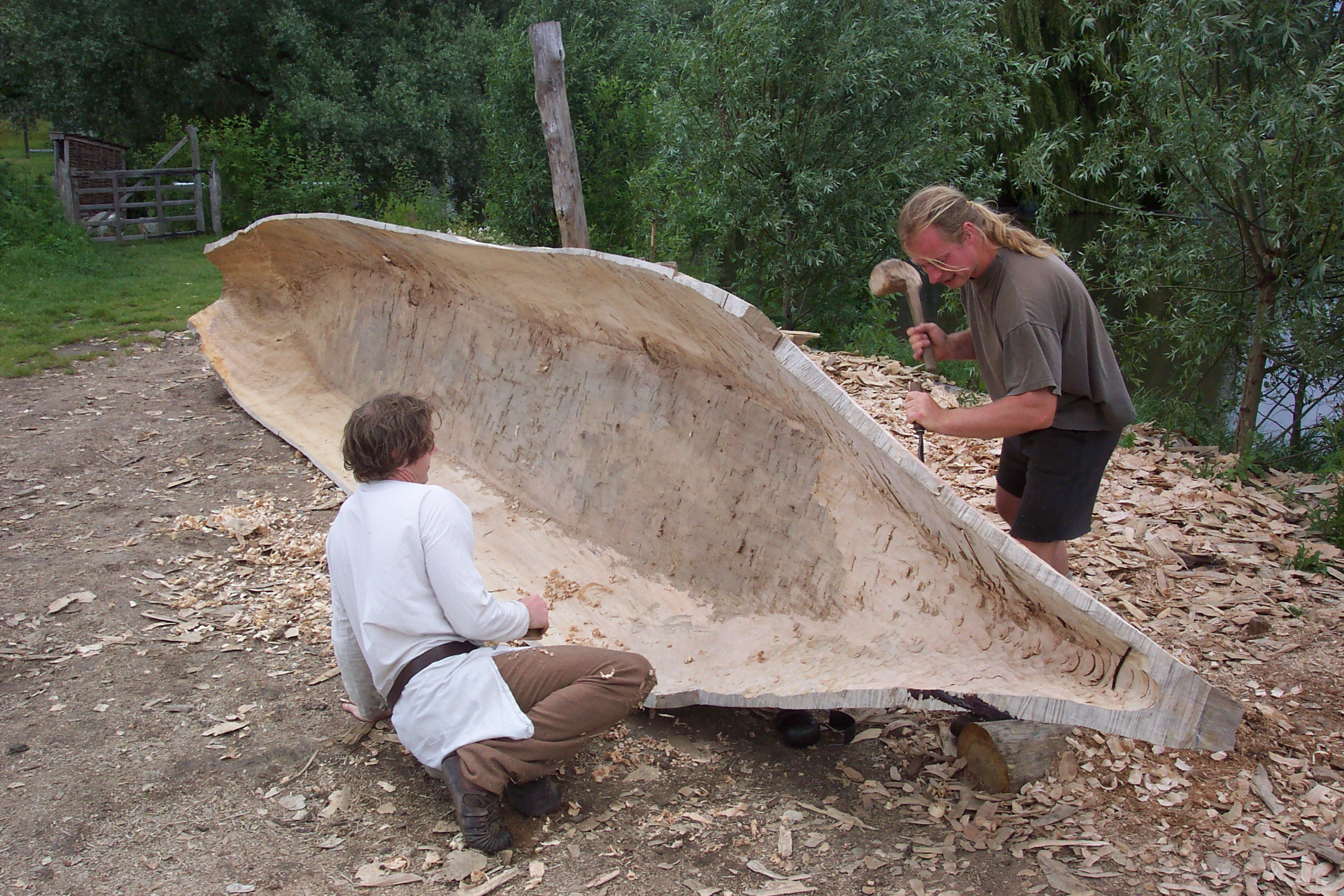
Construirea unei monoxile maritime. Părțile laterale au fost, probabil, încălzite și îndoite în afară.

Construcția unei monoxile începe cu selectarea unui buștean de mărime potrivită. Acesta trebuie scobit în așa măsură, încât ambarcațiunea să fie relativ ușoară și plutitoare, dar totuși suficient de rezistentă pentru a susține echipajul și încărcătura. Anumite specii de arbori erau adesea preferate în funcție de rezistența, durabilitatea și densitatea lemnului. Forma ambarcațiunii ere apoi modelată pentru a minimiza rezistența la înaintare, cu prova și pupa ascuțite.
Mai întâi, scoarța este îndepărtată din exterior. Înainte de apariția uneltelor metalice, monoxilele erau scobite folosind focul controlat. Lemnul ars era apoi îndepărtat cu o teslă. O altă metodă cu unelte era de a face crestături paralele și apoi de a îndepărta lemnul dintre crestături. Odată scobit, interiorul era finisat și netezit cu un cuțit sau o teslă.
Modelele mai primitive păstrează dimensiunile originale ale copacului, cu un fund rotunjit. Cu toate acestea, este posibil de a aburi cu grijă părțile laterale ale trunchiului scobit până devin maleabile, apoi de a le îndoi pentru a obține un profil mai lat la mijloc și cu fundul mai plat.
Pentru călătoriile în apele mai agitate ale oceanului, monoxilele pot fi echipate cu stabilizatori. Unul sau doi bușteni mai mici sunt montați paralel cu coca pe niște prăjini lungi. În cazul a două stabilizatoare, câte unul este montat de fiecare parte a monoxilei.